# Trestioara, Gorj
Trestioara este un sat în comuna Drăgotești din județul Gorj, Oltenia, România.
 Acest articol despre o localitate din județul Gorj este deocamdată un ciot. Puteți ajuta Wikipedia prin completarea lui.